# Amadou Cheiffou
Amadou Cheiffou (* 1. Dezember 1942 in Kornaka; auch Amadou Cheffou) ist ein nigrischer Politiker und Luftfahrtingenieur. Nach seiner Tätigkeit für internationale Luftfahrtbehörden war er von 1991 bis 1993 Premierminister Nigers, Verteidigungsminister Nigers und Oberbefehlshaber der Nigrischen Streitkräfte. Seit dessen Gründung 2004 ist er Parteivorsitzender des Sozialdemokratischen Bündnisses (RSD-Gaskiya).

## Leben
Amadou Cheiffou gehört der Ethnie der Fulbe an. Er ist der jüngere Bruder eines Fulbe-Dorfchefs in Korahane. Cheiffou besuchte die Grundschule in Dakoro und das Lycée National in Niamey, wo er 1961 das Baccalauréat ablegte. Er studierte von 1961 bis 1966 an der Universität Dakar in Senegal. Während dieser Zeit engagierte er sich parteipolitisch in der senegalesischen Parti Africain pour l’Indépendance (PAI), war Vorsitzender der Sektion Dakar der nigrischen Studentenvertretung Union des Scolaires Nigériens (USN) und Exekutivsekretär des westafrikanischen Studentenverbands Union Générale des Etudiants de l’Afrique Occidentale (UGEAO). Cheiffou schloss sein Studium in Dakar mit einer Licence in Naturwissenschaften ab. Anschließend studierte er in Frankreich, wo er 1967 eine naturwissenschaftliche Maîtrise an der Universität Toulouse machte und 1969 ein Ingenieursdiplom in ziviler Luftfahrt an der École nationale de l’aviation civile erhielt.
Cheiffou war von 1969 bis 1985 für die afrikanische Luftfahrtbehörde Agence pour la sécurité de la navigation aérienne en Afrique et à Madagascar (ASECNA) tätig. Anfangs wurde er als stellvertretender Kommandant des Flughafens Douala in Kamerun eingesetzt. Von 1970 bis 1975 war er Repräsentant der ASECNA in Niger. Er übernahm im Oktober 1970 die Leitung des Flughafens Niamey und war von 1973 bis 1974 Verwaltungsratsvorsitzender der Fluggesellschaften Air Afrique und Air Niger. Im Jahr 1975 wechselte er an den ASECNA-Sitz nach Dakar, wo er zuletzt bis 1985 als stellvertretender Generaldirektor der Behörde tätig war. Cheiffou arbeitete anschließend für die International Civil Aviation Organization in Dakar. Er war zunächst deren stellvertretender Repräsentant, ab 1989 deren Repräsentant für West- und Zentralafrika.
In Niger kam es Anfang der 1990er Jahre nach Jahrzehnten der Einparteien- und Militärherrschaft zu einem demokratischen Umbruch. Eine von Juli bis September 1991 tagende Nationalkonferenz, der diverse Vertreter der Zivilgesellschaft angehörten, übernahm die Macht im Staat, um den Übergang zu einer freien Mehrparteiendemokratie vorzubereiten. Amadou Cheiffou gehörte der Nationalkonferenz als Ersatzmann der Delegierten der Auslandsnigrer an. Am 26. Oktober 1991 wählte ihn die Nationalkonferenz zum Premierminister einer Übergangsregierung bis zu den Parlamentswahlen von 1993 und zum Oberbefehlshaber der Nigrischen Streitkräfte. Cheiffou setzte sich klar gegen Oumarou Sidikou, den Favoriten des Regierungslagers, und fünf weitere Kandidaten durch. Ausschlaggebend für seine Wahl war seine politische Unbefangenheit, da er dem vorangegangenen Regime unter Seyni Kountché und Ali Saibou in keiner Weise verbunden war. Zu seinen zentralen Aufgaben als Regierungschef gehörte es, die Parlaments- und die Präsidentschaftswahlen von 1993 vorzubereiten. Bei letzteren durfte er nicht kandidieren, da den bisherigen Staats- und Regierungschefs die Teilnahme untersagt war. Seine Amtszeit als Premierminister endete am 17. April 1993, als nach den Wahlen Mahamadou Issoufou zum Premierminister ernannt wurde.
Amadou Cheiffou kehrte noch im April 1993 ins Management der International Civil Aviation Organization nach Dakar zurück. In Niger wurde er Mitglied der Demokratischen und sozialen Versammlung (CDS-Rahama), der Partei des Staatspräsidenten Mahamane Ousmane. Als die CDS-Rahama ihren Kandidaten für die Präsidentschaftswahlen von 1996 wählte, ließ sich Cheiffou als Gegenkandidat zu Ousmane aufstellen und musste sich diesem geschlagen geben. Er arbeitete daraufhin als Ousmanes Wahlkampfleiter. Die als manipuliert geltenden Präsidentschaftswahlen wurden von Ibrahim Baré Maïnassara gewonnen. Beim Parteikongress der CDS-Rahama im August 1999 versuchte Cheiffou erfolglos sich gegen Ousmane als Kandidat für die Präsidentschaftswahlen von 1999 durchsetzen, wurde aber zum stellvertretenden Parteivorsitzenden gewählt.
Im Jahr 2003 eskalierte der Konflikt mit dem Parteivorsitzenden Ousmane. Amadou Cheiffou verließ die Partei. Er gründete mit sich als Parteivorsitzendem das Sozialdemokratische Bündnis (RSD-Gaskiya), das bei den Kommunalwahlen im Juli 2004 einen Überraschungserfolg erzielte. Cheiffou kandidierte für den RSD-Gaskiya bei den Präsidentschaftswahlen von 2004 und wurde mit 6,35 % der Stimmen vierter von sechs Kandidaten. Bei den darauffolgenden Parlamentswahlen von 2004 zog er als Abgeordneter des Wahlkreises Maradi in die Nationalversammlung ein. Staatspräsident Mamadou Tandja (MNSD-Nassara) ernannte ihn 2006 zum Präsidenten des nigrischen Wirtschafts-, Sozial- und Kulturrates (CESOC). Als Tandja 2009 versuchte, eine in der Verfassung nicht vorgesehene dritte Amtszeit als Staatspräsident zu bekommen, gehörte Cheiffou zu seinen Unterstützern. Der RSD-Gaskiya gehörte zu den wenigen Oppositionsparteien, die die Parlamentswahlen von 2009 nicht boykottierte. Cheiffou, weiterhin CESOC-Präsident, blieb Parlamentsabgeordneter und gewann außerdem einen Sitz im Gemeinderat seines Geburtsorts Kornaka. Als Staatspräsident Tandja im Februar 2010 gestürzt wurde, verlor auch Cheiffou alle öffentlichen Ämter. Cheiffou trat bei den Präsidentschaftswahlen von 2011 an und wurde mit 4,08 % der Stimmen fünfter von zehn Kandidaten. Der neugewählte Staatspräsident Mahamadou Issoufou ernannte ihn trotz seiner Vergangenheit als Unterstützer Mamadou Tandjas im August 2011 zum Médiateur de la République. In diesem Amt, das dem eines staatlichen Ombudsmannes entspricht, folgte er Mamane Oumarou nach. Cheiffou war bis 2015 Médiateur de la République. Sein Nachfolger wurde Ali Sirfi. Cheiffou ging bei den Präsidentschaftswahlen von 2016 erneut für den RSD-Gaskiya ins Rennen und wurde mit 1,68 % der Stimmen achter von fünfzehn Kandidaten.